# 7223 Dolgorukij
7223 Dolgorukij eller 1982 TF2 är en asteroid i huvudbältet som upptäcktes den 14 oktober 1982 av den rysk-sovjetiska astronomen Ljudmila Karatjkina och den rysk-sovjetiska och ukrainsk astronomen Ljudmila Zjuravljova vid Krims astrofysiska observatorium på Krim. Den har fått sitt namn efter Jurij Dolgorukij.
Asteroiden har en diameter på ungefär fyra kilometer.